# Klockstenarna

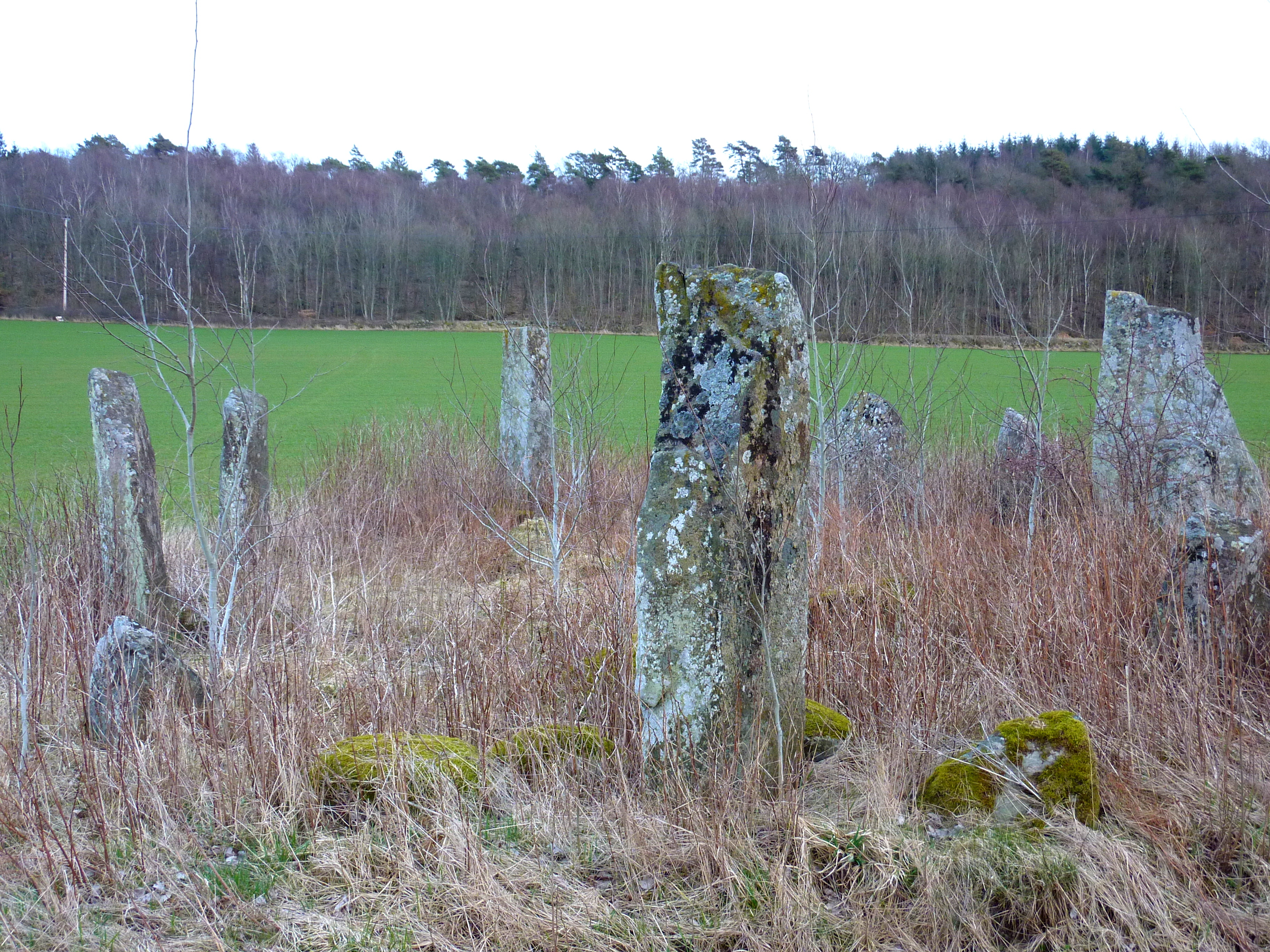
Schiffssetzung Klockstenarna

Klockstenarna ist ein ovaler Steinkreis beziehungsweise eine kleinere Schiffssetzung (schwed. Skeppssättning) aus schlanken bautasteinartigen Steinsäulen in Vastad, südöstlich von Falkenberg, nahe der N659 (Straße), in der historischen Provinz Halland in Schweden. 
Sie ist etwa oval und misst 16 × 8 Meter. Einige der fehlenden, etwa einen Meter hohen Steine sind in neuerer Zeit ersetzt worden.
Schiffssetzungen sind in Dänemark und Norwegen und in großer Zahl in Schweden anzutreffen, in Deutschland nur im Alten Lager bei Menzlin. 